# 불교 용어 목록 (삽)

바로가기:
ㄱ
경
구
ㄴ
ㄷ
ㄹ
ㅁ
명
무
묵
ㅂ
불
ㅅ
삼
삽
선
소
수
시
심
ㅇ
오
온
유
육
이
ㅈ 

정
지
ㅊ
ㅋ
ㅌ
ㅍ
ㅎ

## 삽가야견
삽가야견(颯迦耶見)은 유신견(有身見)의 다른 말이다.

## 삿된 견해
삿된 견해는 사견(邪見)의 다른 말이다. '바른 견해'라는 뜻의 정견(正見)의 반대말이다.

## 상
1. 상(想)은 마음(6식 또는 8식, 즉 심왕, 즉 심법)으로 하여금 인식대상의 물질적 · 정신적(개념적) 차별상(差別相)을 파악하게 하는 마음작용이다. 즉 마음(6식 또는 8식, 즉 심왕, 즉 심법)으로 하여금 표상작용[取像] 즉 개념화 작용을 가능하게 하는 마음작용이다. 현대적인 용어로 표상(表象)을 뜻한다.
2. 상(相, 산스크리트어: laksana)은 사물의 모습 · 모양 · 형상 · 상태 · 성격 · 성질 · 본질 등을 말한다. 영어로는 form, appearance, state, condition, aspect, mark, token, sign, characteristic, attribute 등의 뜻이 있다. 사물 간에 서로 상(相)의 차별이 있기 때문에 마음(6식 또는 8식, 즉, 심왕, 즉 심법)은 각각의 사물을 다른 사물과 다른 것으로 표상(식별)할 수 있다. 한편, 마음(6식 또는 8식, 즉, 심왕, 즉 심법)의 이러한 표상작용과 그 세력(적집, 집합)을 상(想) 또는 상온(想蘊)이라 한다. (참고: 차별상)

## 상견
상견(常見, 산스크리트어: nityadrsti, śāśvatadrsti, 팔리어: sassata-ditthi)은 세간(世間)과 자아(自我)는 사후(死後)에도 없어지지 않는다는 견해이다. 상견(常見)에는 나름의 논리를 갖춘 다양한 견해가 있다. 불교의 입장에서 보면, 모든 상견(常見)은 유위법을 무위법으로 여기는 잘못된 견해이다. 상사견(常邪見) 또는 상론(常論)이라고도 한다. 단견(斷見)과 함께 변집견(邊執見)을 이루며, 다시 변집견은 5가지 염오견(染汚見)인 5견(五見)의 하나이다.

## 상견도
상견도(相見道)는 유식유가행파에서 견도(見道)를 진견도(眞見道)와 상견도(相見道)의 2가지로 구분할 때의 후자의 상견도를 말한다. 상견도는 비안립제(非安立諦)를 관(觀)하는 것과 안립제(安立諦)를 관(觀)하는 것의 2가지로 이루어져 있으며, 이 두 가지 관(觀)을 통칭한다.
비안립제(非安立諦)는 안립제(安立諦)에 상대되는 말로, 문자 그대로의 뜻은 '(무언가에 의지하여) 세운 것이 아닌 진리'인데 2공진여(二空眞如) 즉 아공과 법공에 의해 비로소 드러나는 즉 비로소 알게 되는 근본적인 진리로서의 진여(眞如)를 말하며, 안립제(安立諦)에의 문자 그대로의 뜻은 '(무언가에 의지하여) 세운 진리'인데 4성제(四聖諦)를 말한다. 즉, 유식유가행파에서는 4성제가 비안립제 즉 근본적인 진리인 진여(眞如)에 의지하여 세운 가설적인 진리라고 본다. 달리 말하면, 유식유가행파에서는 4성제가 진여(眞如)의 수많은 모습 또는 측면 가운데 '특별히 세운[安立]' 매우 중요한 4가지 모습 또는 측면이라고 본다.
따라서 상견도는 달리 말하면 2공진여(二空眞如)를 관(觀)하는 것과 4성제(四聖諦)를 관(觀)하는 것을 통칭한다. 이들 중 후자를 전통적인 용어로 4제현관(四諦現觀) 또는 성제현관(聖諦現觀)이라 한다. 전자의 경우에는 특정한 명사형의 용어가 있지 않으며, 통상적인 표현으로, '2공진여를 관한다'라는 뜻의 관2공진여(觀二空眞如), 혹은 줄여서 '2공을 관한다[觀二空]'는 뜻의 관2공(觀二空), 또는 '비안립제를 관한다'라는 뜻의 관비안립제(觀非安立諦)라는 동사구로 표현한다.

## 상계
1. 상계(上界)는 상2계(上二界)의 다른 말이다. 즉, 욕계(欲界) · 색계(色界) · 무색계(無色界)의 3계(三界) 가운데 색계(色界)와 무색계(無色界)를 통칭한다.
2. 상계(上界)는 천상계(天上界), 천도(天道) 또는 천상도(天上道)를 말한다. 지옥도(地獄道) · 아귀도(餓鬼道) · 축생도(畜生道) · 수라도(修羅道) · 인간도(人間道) · 천도(天道)의 6도(六道) 중 천도(天道)에 해당한다. 천도는 천상도(天上道)라고도 한다. 즉, 욕계(欲界) · 색계(色界) · 무색계(無色界)의 3계(三界)의 여러 천(天: 하늘)들을 통칭하여 상계(上界)라고 한다. 이에 대하여 욕계의 지옥도 · 아귀도 · 축생도 · 수라도 · 인간도의 5도(五道)를 하계(下界)라고 한다.
3. 상계(上界)는 어떤 계(界) 또는 천(天: 하늘)의 바로 위의 계(界) 또는 천(天: 하늘)을 가리킨다. 예를 들어, 3계 중 색계는 욕계의 상계(上界)이다. 색계의 4선천(四禪天) 중 2선천(二禪天)은 초선천(初禪天)의 상계(上界)이다.

## 상론
상론(常論)은 상견(常見)의 다른 말이다. 단멸론(斷滅論)은 상론(常論)의 반대 극단의 견해이다.

## 상사견
상사견(常邪見)은 상견(常見)의 다른 말이다.

## 상속차별
상속차별(相續差別) 또는 상속차별성(相續差別性)은 유위법[行]이 상속하는 중에 어떤 변화[轉變]나 역량[自在]이나 법(法)을 획득하고 성취함으로써 현재의 유위법이 과거의 유위법과 달라지는[差別] 것을 말한다. 《현양성교론》에 따르면, 상속차별 또는 상속차별성은 심불상응행법가운데 득(得, 산스크리트어: prāpti)의 본질적 성질이다.

## 상속차별성
상속차별성(相續差別性)은 상속차별(相續差別)의 다른 말이다.

## 상수멸무위
상수멸무위(想受滅無爲)는 대승불교의 유식유가행파의 교학에서 설하는 허공무위 · 택멸무위 · 비택멸무위 · 부동멸무위 · 상수멸무위 · 진여무위의 6무위 가운데 하나이다. 유식유가행파의 교학에 따르면 6무위의 각각은 별도의 실체가 아니며 진여(眞如) · 법성(法性) · 실상(實相) · 열반(涅槃) · 법계(法界) 등으로 불리는 1가지 무위법의 중요한 6가지 측면을 말한다.
상수멸무위는 줄임말로 상수멸(想受滅)이라고도 한다.
상수멸(想受滅)의 문자 그대로의 뜻은 상(想)과 수(受)의 마음작용이 소멸되었다는 것으로, 이 두 마음작용은 5온에서 각각 상온과 수온에 해당한다. 따라서, 상수멸무위의 문자 그대로의 뜻은  '상수멸의 무위'로, 상수멸의 상태에서 드러나는 또는 깨닫게 되는 무위를 말한다. 한편, 멸진정(滅盡定)을 상수멸정(想受滅定) 또는 멸수상정(滅受想定)이라고도 하는데, 멸진정은 상수멸무위와 직접적인 관련이 있다.
유식유가행파의 교학에 따르면, 상수멸무위는 무색계의 제4천인 비상비비상처지(非想非非想處地)에서 멸진정(滅盡定)을 닦는 중에 점차로 드러나는 또는 깨닫게 되다가 멸진정이 완성되었을 때 완전히 드러나는 또는 깨닫게 되는 '진여 · 법성 · 실상 · 열반 또는 법계의 한 측면'을 말한다. 그리고 《대승아비달마집론》과 《대승아비달마잡집론》에 따르면 멸진정은  '불항행(不恒行)의 모든 심 · 심소[不恒行諸心心所]'와 '항행(恒行)의 일분의 심 · 심소[恒行一分心心所滅]', 즉 '항상 현행하지는 않는 부류에 속한 모든 마음과 마음작용'과 '항상 현행하는 부류에 속한 마음과 마음작용의 일부'가 소멸되는 선정이다. 간단히 말하자면, '제6의식과 그것의 마음작용'의 전부 그리고 '제7말나식과 그것의 마음작용'의 일부가 소멸되는 선정이다.
즉, 상수멸무위는 멸진정에 의해 증득되는, '제6의식과 그것의 마음작용'의 전부 그리고 '제7말나식과 그것의 마음작용'의 일부가 소멸된 적정(寂靜)의 상태를 말하는데,
이 상태를 두고 무위법의 하나라고 말하는 것은 이 적정(寂靜)의 상태가 유위법 즉 인연화합에 의해 만들어진 어떤 상태가 아니라 진여의 한 측면, 즉 1가지 무위법의 한 측면이라는 것을 뜻한다.

## 상수음
상수음(想受陰)은 상취온(想取蘊)의 다른 말이다.

## 상응
상응(相應)은 문자 그대로의 뜻은 '서로 응한다'는 것으로 계합(契合)을 뜻한다.
상응(相應)의 원어로는 팔리어로는 상윳따(saṃyutta)가 있으며, 산스크리트어로는 삼프라육타(saṃprayukta)와 삼프라요가(saṃprayoga)의 2가지가 있다.
첫 번째의, 팔리어의 상윳따(saṃyutta)의 번역어로서의 상응(相應)은 가르침을 주제에 따라 분류하여 배열한 것을 말한다. 두 번째의, 산스크리트어 삼프라육타(saṃprayukta)와 삼프라요가(saṃprayoga)의 번역어로서의 상응(相應)은 서로 화합(和合)하는 것, 화합하여 서로 떨어지지 않는[不離] 것, 화합하여 동행(同行)하는 것을 말한다. 특히, 동일한 대상을 인연하여 마음(6식 또는 8식, 즉 심왕, 즉 심법)과 마음작용(심소, 심소법)이  그 대상에 대해 서로 화합하여 함께 작용하는 것을 상응이라 한다.

## 상응무명
상응무명(相應無明)은  독두무명(獨頭無明) · 상응무명(相應無明)의 2무명(二無明) 가운데 하나이다. 독두무명은 불공무명(不共無明)이라고도 하고 상응무명은 공무명(共無明)이라고도 한다.
무명(無明)은 탐(貪) · 진(瞋) · 만(慢) · 치(癡, 無明) · 의(疑) · 견(見, 惡見)의 6근본번뇌 가운데 하나인데, 무명은 나머지 5가지 근본번뇌와 상응하면서 생기(生起)할 수도 있고, 이들과 상응하지 않고 그 자체로 홀로 생기할 수도 있다. 전자의, 다른 근본번뇌와 상응하면서 생기하는 무명(無明)을 상응무명 또는 공무명이라 한다. 부파불교의 설일체유부의 교학에서 6근본번뇌는 6수면이라고 하고 6수면 가운데 견이 5견으로 세분되어 6수면은 10수면이 된다. 따라서 10수면의 문맥에서 상응무명 또는 공무명이라고 할 때는 나머지 9가지 수면 가운데 하나 혹은 다수와 상응하면서 그것들과 함께 일어나는 무명을 말한다.

## 상응선
상응선(相應善)은 4선(四善) 중의 하나로, 본질상 무기(無記)이지만 자성선과 상응함으로써 비로소 선(善)이 되는 법을 말한다.

## 상이계
상2계(上二界)는 욕계(欲界) · 색계(色界) · 무색계(無色界)의 3계(三界) 가운데 색계(色界)와 무색계(無色界)를 통칭하는 말이다. 상계(上界)라는 낱말이 상2계의 동의어로 쓰이기도 한다.

## 상지
상지(上地)는 여러 지(地)가 있을 때 서로를 비교하여 하위에 위치하는 지(地)에 대하여 상위에 위치하는 지(地)를 가리킨다.

## 상취온
상취온(想取蘊)은 유위법의 무더기 중 하나인 상온(想蘊: 표상 무더기)이 유루에 통한 경우로, 취(取: 번뇌)로 생겨나고 취(取: 번뇌)의 부림을 받으며 취(取: 번뇌)를 낳는 표상(表象) 무더기라는 의미에서 상취온(想取蘊: 표상 번뇌 무더기)이라 부른다.
(참고: 5온, 5무루온, 5취온)

## 상해
상해(常害)는 번뇌의 다른 이름 가운데 하나로, 번뇌가 언제나 유정에게 능히 해(害)를 끼친다는 것을 뜻한다.

## 색
《아비달마품류족론》에 따르면,
색(色)은 일체법을 크게 색(色) · 심(心) · 심소법(心所法) · 심불상응행(心不相應行) · 무위(無爲)의 5가지 그룹[五法 또는 五位]으로 나눌 때 이 5가지 그룹 중의 하나로, 제소유색(諸所有色) 즉 사물 또는 존재가 가지고 있는 모든 물질[色]를 통칭한다. 달리 정의하면, 4대종(四大種)과 그 소조색(所造色), 즉 4대종과 4대종으로 만들어진 이차적인 물질을 통칭하여 색(色: 물질)이라 한다.

## 색계
색계(色界)는 욕계(欲界) · 색계(色界) · 무색계(無色界)의 3계(三界) 가운데 하나로, 욕유(欲有) · 색유(色有) · 무색유(無色有)의 3유(三有) 가운데 색유(色有)와 동의어이다.
불교의 우주론 또는 세계관에서 3계 또는 3유는 28천(二十八天)으로 나뉘지만, 수행론과 번뇌론에서는 흔히 9지(九地)로 나뉜다. 9지 중 색계 또는 색유에 해당하는 것은 제2지인 이생희락지(離生喜樂地)부터 제5지인 사념청정지(捨念淸淨地)까의 4가지 지(地)이다.
3계9지(三界九地)
1. 욕계(欲界) 또는 욕유(欲有)
  1. 오취잡거지(五趣雜居地)
2. 색계(色界) 또는 색유(色有)
  1. 이생희락지(離生喜樂地)
  2. 정생희락지(定生喜樂地)
  3. 이희묘락지(離喜妙樂地)
  4. 사념청정지(捨念淸淨地)
3. 무색계(無色界) 또는 무색유(無色有)
  1. 공무변처지(空無邊處地)
  2. 식무변처지(識無邊處地)
  3. 무소유처지(無所有處地)
  4. 비상비비상처지(非想非非想處地)

## 색계계
1. 색계계(色界繫)는 색계의 속박 즉 색계의 번뇌를 말한다. 계(繫)는 속박의 뜻으로 번뇌의 다른 말이다.
2. 색계계(色界繫)는 '색계에 속한' 또는 '색계에 매인'의 뜻이다.

## 색계의 수면
색계의 수면(色界隨眠)은 색계의 10수면(十隨眠)을 5부(五部)로 분별하여 구분되는 총 31가지의 수면(隨眠) 즉 31가지의 근본번뇌를 말한다.
자세히 말하면, 3계 가운데 색계에 존재하는 탐(貪) · 진(瞋) · 만(慢) · 무명(無明) · 유신견(有身見) · 변집견(邊執見) · 사견(邪見) · 견취(見取) · 계금취(戒禁取) · 의(疑)의 10수면 즉 10가지 근본번뇌를 견고소단(見苦所斷) · 견집소단(見集所斷) · 견멸소단(見滅所斷) · 견도소단(見道所斷) · 수도소단(修道所斷)의 5부 즉 5가지 부류로 분별하였을 때 그 결과로 구분되는 31가지의 근본번뇌를 말한다. 그런데 10수면 가운데 진(瞋)은 욕계에만 존재하는 번뇌이기 때문에, 실제로는 9가지 수면 즉 근본번뇌를 5부 분별한 것이다.
그리고 모든 번뇌는 근본번뇌와 수번뇌로 나뉘는데, 수번뇌는 근본번뇌에서 파생된 2차적인 번뇌이므로, 근본번뇌가 끊어진다는 것을 수번뇌도 끊어진다는 것을 의미한다. 따라서 이들 31가지 근본번뇌는 '색계의 모든 번뇌'가 수행계위 중 언제 끊어지는가를 기준으로 구분하였을 때의 31가지라고 할 수 있다. 달리 말하면, 색계로부터 언제 해탈하게 되는가의 관점에서 구분한 것이라고 할 수 있다.
진(瞋)은 욕계에만 존재하는 번뇌이므로 색계의 번뇌를 헤아릴 때는 제외된다. 따라서 색계의 9수면 즉 색계의 9가지 근본번뇌를 5부로 분별한 것이므로, 단순히 계산하면 45가지가 있어야 하지만 31가지가 있는 것은 이들 9가지 수면 즉 근본번뇌가 5부 모두를 갖추고 있는 것은 아니기 때문이다.
《품류족론》과 《구사론》 등에 따르면,
색계의 31수면은 다음과 같이 계산되어 구해진다.
- 탐(貪): 5부가 모두 존재한다. 누적 개수는 5가지
- 진(瞋): 색계에는 5부가 모두 존재하지 않는다. 누적 개수는 5가지
- 만(慢): 5부가 모두 존재한다. 누적 개수는 10가지
- 무명(無明): 5부가 모두 존재한다. 누적 개수는 15가지
- 유신견(有身見): 견고소단의 1부만 존재한다. 누적 개수는 16가지
- 변집견(邊執見): 견고소단의 1부만 존재한다. 누적 개수는 17가지
- 사견(邪見): 견고소단 · 견집소단 · 견멸소단 · 견도소단의 4부만 존재한다. 누적 개수는 21가지
- 견취(見取): 견고소단 · 견집소단 · 견멸소단 · 견도소단의 4부만 존재한다. 누적 개수는 25가지
- 계금취(戒禁取): 견고소단 · 견도소단의 2부만 존재한다. 누적 개수는 27가지
- 의(疑): 견고소단 · 견집소단 · 견멸소단 · 견도소단의 4부만 존재한다. 누적 개수는 31가지

색계의 31수면을 5부에 따라 나누면 다음과 같다.
- 견고소단(見苦所斷): 탐 · 만 · 무명 · 유신견 · 변집견 · 사견 · 견취 · 계금취 · 의의 9가지. 누적 개수는 9가지
- 견집소단(見集所斷): 탐 · 만 · 무명 · 사견 · 견취 · 의의 6가지. 누적 개수는 15가지
- 견멸소단(見滅所斷): 탐 · 만 · 무명 · 사견 · 견취 · 의의 6가지. 누적 개수는 21가지
- 견도소단(見道所斷): 탐 · 만 · 무명 · 사견 · 견취 · 계금취 · 의의 7가지. 누적 개수는 28가지
- 수도소단(修道所斷): 탐 · 만 · 무명의 3가지. 누적 개수는 31가지

## 색수음
색수음(色受陰)은 색취온(色取蘊)의 다른 말이다.

## 색신
색신(色身)은 육체(肉體)를 뜻한다.

## 색욕
1. 색욕(色欲)은 5경(五境)에 대한 탐욕 또는 집착인 색욕(色欲) · 성욕(聲欲) · 향욕(香欲) · 미욕(味欲) · 촉욕(觸欲)의 5욕(五欲) 가운데 하나이다.
색욕(色欲, 산스크리트어: rūpa-kāma)은 5경 가운데 색경(色境)이 지닌 맛[味]에 미착(味著: 맛들여 집착함)하는 것 또는 이러한 미착에 의해 형성된 탐욕 · 집착 또는 갈애를 말한다.
《마하지관》 제4권과 《천태사교의》와 《삼장법수》에 따르면,
5경은 그 자체로는 탐욕 · 집착 또는 갈애가 아니다. 하지만 그 안에는 어떤 맛[味]이 들어있는데 이 맛은 능히 수행자[行人]로 하여금 반드시[須] 탐욕 · 집착 또는 갈애를 일으키게 한다. 비유하자면 마치 가짜 스승[陶師]이 사람들을 끌어들이지만 결국 아무런 성취도 얻을 수 없는 것처럼 5욕도 이와 같아서 항상 사람을 끌어들여서 온갖 마경(魔境)에 들어가게 한다. 이러한 취지에서 5경이 지닌 맛에 의해 불러일으켜지는 5욕은 꾸짖을 만한 것[訶] 즉 항상 지켜 경계해야 할 대상이 된다.
색욕(色欲)은 적백장단(赤白長短) 즉 붉거나[赤] 희거나[白] 길거나[長] 짧은[短] 것이 눈동자가 커지게 하고 한눈을 팔게 하는 것으로, 흰 목덜미[素頸] · 새의 깃털 같은 눈썹[翠眉] · 희고 깨끗한 치아[皓齒] · 붉은 입술[丹脣] 내지 과보로서 태어난 세계 · 나라 · 지방 등의 의보(依報)와 검정[玄] · 노랑[黃] · 빨강[朱] · 보라[紫]의 아름다운 색깔과 세간의 갖가지 보물이 유정의 마음을 미혹시키고 요동시키는 것을 말한다. 이렇게 함으로써 능히 유정으로 하여금 이 외적 대상들에 즐거이 미착하고 집착하게 하여 유정의 마음에 이들에 대한 싫어함이 없는 것[無厭]을 색욕이라 이름한다.
2. 색욕(色欲)은 재욕(財欲) · 색욕(色欲) · 음식욕(飲食欲) · 명욕(名欲) · 수면욕(睡眠欲)의 5욕(五欲) 즉 5가지 탐욕 또는 집착 가운데 하나이다. 여기서의 색욕은 남녀간의 정욕(情慾) 즉 성욕(性慾)을 말한다.

## 색유
색유(色有)는 욕유(欲有) · 색유(色有) · 무색유(無色有)의 3유(三有) 가운데 하나로, 유(有)는 존재 또는 그 존재가 살고 있는 세계를 뜻한다. 세계라는 뜻에서는 욕유는 욕계(欲界) · 색계(色界) · 무색계(無色界)의 3계(三界) 가운데 색계(色界)와 동의어이다. 그리고 존재라는 뜻에서는 색유는 색계에 윤회할 수 밖에 없는 상태 또는 경지의 유정을 말한다. 이 경우 번역하여 빛깔의 존재라고도 한다.

## 색취온
색취온(色取蘊)은 유위법의 무더기 중 하나인 색온(色蘊: 몸·물질 무더기)이 유루에 통한 경우로, 취(取: 번뇌)로 생겨나고 취(取: 번뇌)의 부림을 받으며 취(取: 번뇌)를 낳는 몸·물질 무더기라는 의미에서 색취온(色取蘊: 몸·물질 번뇌 무더기)이라 부른다.
(참고: 5온, 5무루온, 5취온)

## 색탐
부파불교의 설일체유부의 논서 《아비달마품류족론》 제3권에 따르면,
색탐(色貪)은 온갖 색(色)에 대하여 일으킨 모든 탐(貪) · 등탐(等貪) · 집장(執藏) · 방호(防護) · 탐착(耽著) · 애락(愛樂)을 통칭한다. 즉, 색계의 온갖 사물과 존재에 대한 탐(貪) · 그 모두에 대한 탐[等貪] · 꽉 쥐어서 간직함[執藏] · 빼앗기지 않기 위해 막아 수호함[防護] · 빠져서 들러붙음[耽著] · 갈망하며 좋아함[愛樂]의 마음작용을 통칭한다.

## 생
1. 생(生, 산스크리트어: jāti, 팔리어: jāti)은 생(生) · 주(住) · 이(異) · 멸(滅)의 유위4상(有爲四相) 가운데 하나로, 모든 유위법이 인연의 힘에 따라 생멸 변천하는 중에 아직 존재하지 않은 어떤 유위법이 지금 생겨나는 것을 말한다.
2. 생(生, 산스크리트어: prabhava)은 괴로움이라는 결과[苦果]가 계속 상속되면서 일어나게 또는 자라나게 하는[能令續起, prabhava] 어떤 법을 뜻하는데, 유루(有漏)를 가리키는 말이다.
3. 생(生, 산스크리트어: prabhava)은 불교의 수행법 중 하나인 4제 16행상(四諦 十六行相: 4성제를 관찰하는 16종의 관법 또는 관행) 가운데 하나로, 4성제 중 집제에 대한 4가지 관찰[觀法 또는 觀行]인 인(因) · 집(集) · 생(生) · 연(緣) 가운데 생(生)을 말한다. 이것은 '유루(有漏)라는 원인[因]에 대하여, 마치 씨앗 즉 종자(種子)로부터 나무가 이어져 자라난 것처럼[能令續起], 유루는 괴로움이라는 결과[苦果]가 계속 상속되면서 일어나게 또는 자라나게 한다[能令續起, prabhava]고 관찰하는 것'을 말한다. 즉, 이러한 수행[行相]을 생(生)이라고 한다.

## 생득선
생득선(生得善)은 태어날 때 타고나는 선을 말한다.

## 생득혜
생득혜(生得慧)는 태어날 때 타고나는 지혜를 말하며, 4가지 유루혜(有漏慧) 즉 4가지 세간의 지혜인 생득혜(生得慧) · 문혜(聞慧) · 사혜(思慧) · 수혜(修慧)의 4혜(四慧)의 하나이다. 생득혜는 4혜 중 나머지 3가지 지혜들이 생겨나는 기본 근거 또는 바탕이 된다.

## 생자
생자(生者)는 잔투(산스크리트어: jantu, 팔리어: jantu)의 다른 말이다.

## 참고 문헌
- 이 문서에는 다음커뮤니케이션(현 카카오)에서 GFDL 또는 CC-SA 라이선스로 배포한 글로벌 세계대백과사전의 내용을 기초로 작성된 글이 포함되어 있습니다.
- 가전연자 지음, 승가제바·축불념 한역, 권오민 번역 (K.943, T.1543). 《아비담팔건도론》. 한글대장경 검색시스템 - 전자불전연구소 / 동국역경원. K.943(24-695), T.1543(26-771).
- 고려대장경연구소. 《고려대장경 전자 불교용어사전》. 고려대장경 지식베이스 / (사)장경도량 고려대장경연구소.
- 고익진 (1989). 《한국 고대 불교 사상사》. 동국대학교 출판부.
- 곽철환 (2003). 《시공 불교사전》. 시공사 / 네이버 지식백과.
- 구나발타라(求那跋陀羅) 한역 (K.650, T.99). 《잡아함경》. 한글대장경 검색시스템 - 전자불전연구소 / 동국역경원. K.650(18-707), T.99(2-1).
- 구나발타라 한역, 번역자 미상 (K.54, T.353). 《승만경》. 한글대장경 검색시스템 - 전자불전연구소 / 동국역경원. K.54(6-1361), T.353(12-217).
- 구마라습 한역, 차차석 번역 (K.991, T.614). 《좌선삼매경》. 한글대장경 검색시스템 - 전자불전연구소 / 동국역경원. K.991(30-128), T.614(15-269).
- 권오민 (1991). 《경량부철학의 비판적 체계 연구》. 동국대학원 철학박사 학위논문.
- 권오민 (2003). 《아비달마불교》. 민족사.
- 담무참 한역, 번역자 미상 (K.105, T.374). 《대반열반경》. 일명 《북본열반경》. 한글대장경 검색시스템 - 전자불전연구소 / 동국역경원. K.105(9-1), T.374(12-365).
- 목건련 지음, 현장 한역, 송성수 번역 (K.945, T.1537). 《아비달마법온족론》. 한글대장경 검색시스템 - 전자불전연구소 / 동국역경원. K.945(24-1091), T.1537(26-453).
- 무착 지음, 바라파밀다라 한역, 이영무 번역 (K.586, T.1604). 《대승장엄경론》. 한글대장경 검색시스템 - 전자불전연구소 / 동국역경원. K.586(16-843), T.1604(31-589).
- 무착 지음, 현장 한역 (K.571, T.1602). 《현양성교론》. 한글대장경 검색시스템 - 전자불전연구소 / 동국역경원. K.571(16-1), T.1602(31-480).
- 무착 지음, 현장 한역, 이한정 번역 (K.572, T.1605). 《대승아비달마집론》. 한글대장경 검색시스템 - 전자불전연구소 / 동국역경원. K.572(16-157), T.1605(31-663).
- 미륵 지음, 현장 한역, 강명희 번역 (K.614, T.1579). 《유가사지론》. 한글대장경 검색시스템 - 전자불전연구소 / 동국역경원. K.570(15-465), T.1579(30-279).
- 법구 지음, 승가발마 등 한역, 김형준 번역 (K.960, T.1552). 《잡아비담심론》. 한글대장경 검색시스템 - 전자불전연구소 / 동국역경원. K.960(28-391), T.1552(28-869).
- 법승 지음, 승가제바·혜원 한역, 김재천 번역 (K.959, T.1550). 《아비담심론》. 한글대장경 검색시스템 - 전자불전연구소 / 동국역경원. K.959 (28-355), T.1550 (28-809).
- 법장 술, 노혜남 번역 (K.1513, T.1733). 《화엄경탐현기》. 한글대장경 검색시스템 - 전자불전연구소 / 동국역경원. K.1513(47-458), T.1733(35-107).
- 불타야사·축불념 한역, 번역자 미상 (K.647, T.1). 《장아함경》. 한글대장경 검색시스템 - 전자불전연구소 / 동국역경원. K.647(17-815), T.1(1-1).
- 사리자 설, 현장 한역, 송성수 번역 (K.946, T.1536). 《아비달마집이문족론》. 한글대장경 검색시스템 - 전자불전연구소 / 동국역경원. K.946(24-1183), T.1536(26-367).
- 서정형 (2004). 《나가르주나 『중론』(해제)》. 서울대학교 철학사상연구소 / 네이버 지식백과.
- 서정형 (2004b). 《『밀린다팡하』(해제)》. 서울대학교 철학사상연구소 / 네이버 지식백과.
- 세우 지음, 구나발타라·보리야사 한역, 송성수 번역 (K.950, T.1541). 《중사분아비담론》. 한글대장경 검색시스템 - 전자불전연구소 / 동국역경원. K.950(25-271), T.1541(26-627).
- 세우 지음, 현장 한역, 송성수 번역 (K.949, T.1542). 《아비달마품류족론》. 한글대장경 검색시스템 - 전자불전연구소 / 동국역경원. K.949(25-149), T.1542(26-692).
- 세친 지음, 현장 한역, 권오민 번역 (K.955, T.1558). 《아비달마구사론》. 한글대장경 검색시스템 - 전자불전연구소 / 동국역경원. K.955(27-453), T.1558(29-1).
- 세친 지음, 현장 한역, 김묘주 번역 (K.594, T.1597). 《섭대승론석》. 한글대장경 검색시스템 - 전자불전연구소 / 동국역경원. K.594(17-76), T.1597(31-321).
- 세친 지음, 현장 한역, 송성수 번역 (K.618, T.1612). 《대승오온론》. 한글대장경 검색시스템 - 전자불전연구소 / 동국역경원. K.618(17-637), T.1612(31-848).
- 세친 지음, 현장 한역, 송성수 번역 (K.644, T.1614). 《대승백법명문론》. 한글대장경 검색시스템 - 전자불전연구소 / 동국역경원. K.644(17-808), T.1614(31-855).
- 승가제바(僧伽提婆) 한역. 《중아함경》. 한글대장경 검색시스템 - 전자불전연구소 / 동국역경원.
- 안혜 지음, 지바하라 한역, 조환기 번역 (K.619, T.1613). 《대승광오온론》. 한글대장경 검색시스템 - 전자불전연구소 / 동국역경원. K.619(17-641), T.1613(31-850).
- 안혜 지음, 현장 한역, 이한정 번역 (K.576, T.1605). 《대승아비달마잡집론》. 한글대장경 검색시스템 - 전자불전연구소 / 동국역경원. K.576(16-228), T.1606(31-694).
- 오백 아라한 지음, 현장 한역, 송성수 번역 (K.952, T.1545). 《아비달마대비바사론》. 한글대장경 검색시스템 - 전자불전연구소 / 동국역경원. K.952(26-1,27-1), T.1545(27-1).
- 운월 (2005). 《근본불교의 수행체계에 대하여》. 한국선학회.
- 운허.  동국역경원 편집, 편집. 《불교 사전》.
- 용수 지음, 구마라습 한역, 김성구 번역 (K.549, T.1509). 《대지도론》. 한글대장경 검색시스템 - 전자불전연구소 / 동국역경원. K.549(14-493), T.1509(25-57).
- 용수 지음, 구마라습 한역, 박인성 번역 (K.577, T.1564). 《중론》. 한글대장경 검색시스템 - 전자불전연구소 / 동국역경원. K.577(16-350), T.1564(30-1).
- 제바설마 지음, 현장 한역, 송성수 번역 (K.947, T.1539). 《아비달마식신족론》. 한글대장경 검색시스템 - 전자불전연구소 / 동국역경원. K.947 (25-1), T.1539 (26-531).
- 중현 지음, 현장 한역, 권오민 번역 (K.956, T.1562). 《아비달마순정리론》. 한글대장경 검색시스템 - 전자불전연구소 / 동국역경원. K.956(27-680), T.1562(29-329).
- 중현 지음, 현장 한역, 권오민 번역 (K.957, T.1563). 《아비달마장현종론》. 한글대장경 검색시스템 - 전자불전연구소 / 동국역경원. K.957(28-1), T.1563(29-777).
- 축불념 한역, 노혜능 번역 (K.530, T.1485). 《보살영락본업경》. 한글대장경 검색시스템 - 전자불전연구소 / 동국역경원. K.530(14-374), T.1485(24-1010).
- 최봉수 (1999). 〈색온에서의 색의 의미 - 구사론과 청정도론의 색온론을 비교하여〉. 《불교학보》.
- 현장 한역, 김달진 번역 (K.154, T.676). 《해심밀경》. 한글대장경 검색시스템 - 전자불전연구소 / 동국역경원. K.154(10-709), T.676(16-688).
- 호법 등 지음, 현장 한역, 김묘주 번역 (K.614, T.1585). 《성유식론》. 한글대장경 검색시스템 - 전자불전연구소 / 동국역경원. K.614(17-510), T.1585(31-1).
- 황욱 (1999). 《무착[Asaṅga]의 유식학설 연구》. 동국대학원 불교학과 박사학위논문.
- (영어) Bodhi, Bhikkhu (trans.) (2000). 《The Connected Discourses of the Buddha: A Translation of the Samyutta Nikaya》. Boston: Wisdom Publications. ISBN 0-86171-331-1.
- (영어) Dawson, John (1888). 《A Classical Dictionary Of Hindu Mythology And Religion Geography History And Literature》. London: Trübner.
- (영어) DDB. 《Digital Dictionary of Buddhism (電子佛教辭典)》. Edited by A. Charles Muller.
- (영어) Macdonell, Arthur Anthony (1929). 《A practical Sanskrit dictionary with transliteration, accentuation, and etymological analysis throughout》. London: Oxford University Press.
- (영어) Gethin, R.M.L. (1992). 《The Buddhist Path to Awakening: A Study of the Bodhi-Pakkhiyā Dhammā》. Leiden: E.J. Brill. ISBN 90-04-09442-3.
- (영어) Rhys Davids, Caroline A.F. ([1900], 2003). 《Buddhist Manual of Psychological Ethics, of the Fourth Century B.C., Being a Translation, now made for the First Time, from the Original Pāli, of the First Book of the Abhidhamma-Piṭaka, entitled Dhamma-Saṅgaṇi (Compendium of States or Phenomena)》. Whitefish, MT: Kessinger Publishing. ISBN 0-7661-4702-9.
- (영어) Sanskrit and Tamil Dictionaries. 《Cologne Digital Sanskrit Dictionaries》. Institute of Indology and Tamil Studies, Cologne University (www.sanskrit-lexicon.uni-koeln.de).
- (영어) Rhys Davids, T.W. & William Stede (eds.) (1921-5). 《The Pali Text Society's Pali–English Dictionary》. Chipstead: Pali Text Society.
- (영어) Thanissaro Bhikkhu (1996, 1998). 《Wings to Awakening》. Retrieved 2008-07-07 from "Access to Insight" at http://www.accesstoinsight.org/lib/authors/thanissaro/wings/index.html.
- (중국어) 가다연니자 조, 현장 한역 (T.1544). 《아비달마발지론(阿毘達磨發智論)》. 대정신수대장경. T26, No. 1544, CBETA.
- (중국어) 가전연자 지음, 승가제바·축불념 한역 (T.1543). 《아비담팔건도론(阿毘曇八犍度論)》. 대정신수대장경. T26, No. 1543, CBETA.
- (중국어) 구나발타라(求那跋陀羅) 한역 (T.99). 《잡아함경(雜阿含經)》. 대정신수대장경. T2, No. 99, CBETA.
- (중국어) 구나발타라 한역 (T.353). 《승만경(勝鬘經)》. 대정신수대장경. T12, No. 353, CBETA.
- (중국어) 구마라습 한역 (T.614). 《좌선삼매경(坐禪三昧經)》. 대정신수대장경. T15, No. 614, CBETA. }
- (중국어) 규기 찬 (T.1830). 《성유식론술기(成唯識論述記)》. 대정신수대장경. T43, No. 1830, CBETA.
- (중국어) 규기 찬 (T.1861). 《대승법원의림장(大乘法苑義林章)》. 대정신수대장경. T45, No. 1861, CBETA.
- (중국어) 길장 찬 (T.1744). 《승만보굴(勝鬘寶窟)》. 대정신수대장경. T37, No. 1744, CBETA.
- (중국어) 담무참 한역 (T.374). 《대반열반경(大般涅槃經)》. 일명 《북본열반경》. 대정신수대장경. T12, No. 374, CBETA.
- (중국어) 목건련 조, 현장 한역 (T.1537). 《아비달마법온족론(阿毘達磨法蘊足論)》. 대정신수대장경. T26, No. 1537, CBETA.
- (중국어) 무착 조, 바라파밀다라 한역 (T.1604). 《대승장엄경론(大乘莊嚴經論)》. 대정신수대장경. T31, No. 1604, CBETA.
- (중국어) 무착 조, 현장 한역 (T.1602). 《현양성교론(顯揚聖教論)》. 대정신수대장경. T31, No. 1602, CBETA.
- (중국어) 무착 조, 현장 한역 (T.1605). 《대승아비달마집론(大乘阿毘達磨集論)》. 대정신수대장경. T31, No. 1605, CBETA.
- (중국어) 미륵 조, 현장 한역 (T.1579). 《유가사지론(瑜伽師地論)》. 대정신수대장경. T30, No. 1579. CBETA.
- (중국어) 법구 조, 승가발마 등 한역 (T.1552). 《잡아비담심론(雜阿毘曇心論)》. 대정신수대장경. T28, No. 1552, CBETA.
- (중국어) 법승 조, 승가제바·혜원 한역 (T.1550). 《아비담심론(阿毘曇心論)》. 대정신수대장경. T28, No. 1550, CBETA.
- (중국어) 법운 편찬 (T.2131). 《번역명의집(翻譯名義集)》. 대정신수대장경. T54, No. 2131, CBETA.
- (중국어) 법장 술 (T.1733). 《화엄경탐현기(華嚴經探玄記)》. 대정신수대장경. T35, No. 1733, CBETA.
- (중국어) 佛門網. 《佛學辭典(불학사전)》.
- (중국어) 불타야사·축불념 한역 (T.1). 《장아함경(長阿含經)》. 대정신수대장경. T1, No. 1, CBETA. }
- (중국어) 사리자 설, 현장 한역 (T.1536). 《아비달마집이문족론(阿毘達磨集異門足論)》. 대정신수대장경. T26, No. 1536, CBETA.
- (중국어) 색건타라 조, 현장 한역 (T.1554). 《입아비달마론(入阿毘達磨論)》. 대정신수대장경. T28, No. 1554, CBETA. }
- (중국어) 星雲. 《佛光大辭典(불광대사전)》 3판.
- (중국어) 세우 조, 구나발타라·보리야사 한역 (T.1541). 《중사분아비담론(眾事分阿毘曇論)》. 대정신수대장경. T26, No. 1541, CBETA.
- (중국어) 세우 조, 현장 한역 (T.1542). 《아비달마품류족론(阿毘達磨品類足論)》. 대정신수대장경. T26, No. 1542, CBETA.
- (중국어) 세친 조, 진제 한역 (T.1559). 《아비달마구사석론(阿毘達磨俱舍釋論)》. 대정신수대장경. T29, No. 1559, CBETA.
- (중국어) 세친 조, 현장 한역 (T.1558). 《아비달마구사론(阿毘達磨俱舍論)》. 대정신수대장경. T29, No. 1558, CBETA.
- (중국어) 세친 조, 현장 한역 (T.1597). 《섭대승론석(攝大乘論釋)》. 대정신수대장경. T31, No. 1597, CBETA.
- (중국어) 세친 조, 현장 한역 (T.1612). 《대승오온론(大乘五蘊論)》. 대정신수대장경. T31, No. 1612, CBETA.
- (중국어) 세친 조, 현장 한역 (T.1614). 《대승백법명문론(大乘百法明門論)》. 대정신수대장경. T31, No. 1614, CBETA.
- (중국어) 세친 조, 현장 한역, 규기 주해 (T.1836). 《대승백법명문론해(大乘百法明門論解)》. 대정신수대장경. T44, No. 1836_, CBETA.
- (중국어) 승가제바(僧伽提婆) 한역 (T.26). 《중아함경(中阿含經)》. 대정신수대장경. T1, No. 26, CBETA.
- (중국어) 阿含辭典. 《阿含辭典(아함사전)》.
- (중국어) 안혜 조, 지바하라 한역 (T.1613). 《대승광오온론(大乘廣五蘊論)》. 대정신수대장경. T31, No. 1613, CBETA.
- (중국어) 안혜 조, 현장 한역 (T.1606). 《대승아비달마잡집론(大乘阿毘達磨雜集論)》. 대정신수대장경. T31, No. 1606, CBETA.
- (중국어) 연수 편찬 (T.2016). 《종경록(宗鏡錄)》. 대정신수대장경. T48, No. 2016, CBETA.
- (중국어) 오백 아라한 조, 현장 한역 (T.1545). 《아비달마대비바사론(阿毘達磨大毘婆沙論)》. 대정신수대장경. T27, No. 1545, CBETA.
- (중국어) 용수 조, 구마라습 한역 (T.1509). 《대지도론(大智度論)》. 대정신수대장경. T25, No. 1509, CBETA. }
- (중국어) 용수 조, 구마라습 한역 (T.1564). 《중론(中論)》. 대정신수대장경. T30, No. 1564, CBETA.
- (중국어) 원측 찬 (X.369). 《해심밀경소(解深密經疏)》. 만신찬속장경. X21, No. 369, CBETA.
- (중국어) 원휘(圓暉) (T.1823). 《구사론송소론본(俱舍論頌疏論本)》. 대정신수대장경. T41, No. 1823, CBETA.
- (중국어) 丁福保. 《佛學大辭典(불학대사전)》. 一行佛學辭典搜尋.
- (중국어) 제관 록 (T.1931). 《천태사교의(天台四教儀)》. 대정신수대장경. T46, No. 1931, CBETA.
- (중국어) 제바설마 조, 현장 한역 (T.1539). 《아비달마식신족론(阿毘達磨識身足論)》. 대정신수대장경. T26, No. 1539, CBETA.
- (중국어) 중현 조, 현장 한역 (T.1562). 《아비달마순정리론(阿毘達磨順正理論)》. 대정신수대장경. T29, No. 1562, CBETA.
- (중국어) 중현 조, 현장 한역 (T.1563). 《아비달마장현종론(阿毘達磨藏顯宗論)》. 대정신수대장경. T29, No. 1563, CBETA.
- (중국어) 지의 설, 관정 록 (T.1783). 《금광명경현의(金光明經玄義)》. 대정신수대장경. T39, No. 1783, CBETA. }
- (중국어) 지의 설, 법신 기 (T.1916). 《석선바라밀차제법문(釋禪波羅蜜次第法門)》. 대정신수대장경. T46, No. 1916, CBETA.
- (중국어) 축불념 한역 (T.1485). 《보살영락본업경(菩薩瓔珞本業經)》. 대정신수대장경. T24, No. 1485, CBETA.
- (중국어) 현장 한역 (T.1563). 《해심밀경(解深蜜經)》. 대정신수대장경. T16, No. 676, CBETA.
- (중국어) 혜원 찬 (T.1851). 《대승의장(大乘義章)》. 대정신수대장경. T44, No. 1851, CBETA.
- (중국어) 호법 등 지음, 현장 한역 (T.1585). 《성유식론(成唯識論)》. 대정신수대장경. T31, No. 1585, CBETA.